# Johann von Norprath
Johann von Norprath (* um 1600; † 6. Dezember 1657 in Duisburg) war ein kurbrandenburger Generalleutnant und Gouverneur von Herford und Düsseldorf sowie Herr von Hüllhausen.

## Leben

### Herkunft
Er entstammt dem alten rheinischen Geschlecht Norprath aus der Linie Dyckhof. Seine Eltern waren Godhard von Norprath aus dem Haus Dykhove und dessen Ehefrau Katharina von Bottlenberg gen. Kessel.

### Militärkarriere
Über seine ersten Jahre ist nichts weiter bekannt. Ab 1618 war er in pfalz-neuburger Diensten und zeichnete sich während des Dreißigjährigen Krieges mehrfach aus. Von 1625 bis 1628 war er dänischer Generalleutnant der Kavallerie des Königs Christian IV. In diese Zeit fällt auch des Kauf des Gutes Beckum im Kreis Ovelgönne. Nachdem die Dänen Frieden geschlossen hatten, erhielt Norprath am 9. September 1630 Pardon von Kaiser Ferdinand II., nachdem sich der Kurfürst von Köln und der Pfalzgraf Wolfgang Wilhelm für ihn verwandten.
Norprath wurde am 15. Oktober 1636 pfalz-neuburger Gouverneur von Düsseldorf. 1640 kauft er von Anna Magaretha von Reuspe, verwitwete von der Horst, den Zehnten von Duisburg. 1641 wird er zur Krönung des brandenburger Kurfürsten Friedrich Wilhelm nach Königsberg in Preußen geschickt. 
Im Jahr 1643 kam er als Generalleutnant in kurbrandenburger Dienste. Dort wurde er Gouverneur von Herford und am 1. Januar 1650 Geheimrat. Er kommandiert ein eigenes Regiment und erhält dafür 1000 Taler. Norprath gab sein Regiment an den Obersten Christoph Albrecht von Schönaich ab, behielt aber seine Leibkompanie in Duisburg. Das Futter für die Pferde musste das Amt Dinkslaken, die Besoldung aus dem Amt Sparrenberg beglichen werden. Von 1644 bis 1646 war Norprath Präsident der Regierung in Kleve und damit faktisch Statthalter in der Mark. Er unterstützte den Rat Johann Paul Ludwig bei der Modernisierung der Verwaltung, außerdem rekrutierte er Soldaten für die Preußische Armee. 1651 wurde er dann brandenburgischer Gouverneur von Düsseldorf, wo er auch verstarb.

### Familie
Er heiratete 1629 Agnes Johanna von Henin (1605–1665), eine Tochter des Maximilian d'Hennin de Wasne (von Werse, Veere ?) und Witwe von Seger von Spee zu Aldenhoff. Es sind folgende Kinder bekannt:
- Wolfgang Günther († 1686) ⚭ 1659 Anna Elisabeth Hellenberg Freiin von Bawyr[5]
- Sophie Elisabeth ⚭ Johann Caspar von Koenigsegg
- Agnes Johanna (* 1635) ⚭ Johann Adam Heinrich von Efferen genannt von Hall zum Busch (ihr Sohn war der kurpfälzische General Johann Wilhelm von Efferen; † 1724)[6]

Sein Sohn Wolfgang Günther war Oberst in kurkölner Diensten sowie Amtsmann von Linn. Dessen Sohn Franz Heinrich († 1722) war ebenso Oberst in kurkölner Diensten sowie Amtsmann von Uerdingen, mit ihm erlosch das Geschlecht.